# Larisa Kuklina
Larisa Kuklina, född 12 december 1990, är en rysk skidskytt. Hon ingick i det ryska laget i stafett som vann världscuptävlingen i stafett den 13 januari 2019 i Oberhof i Tyskland. Detta var Kuklinas debut i världscupsammanhang.